# جو وليامز (صحفي)
جو وليامز (بالإنجليزية: Joe Williams)‏ هو صحفي وناقد سينمائي أمريكي، ولد في 9 نوفمبر 1958، وتوفي في 27 يوليو 2015.

## روابط خارجية
- جو وليامز على موقع ميتاكريتيك (الإنجليزية)
- جو وليامز على موقع روتن توميتوز (الإنجليزية)